# Elecciones provinciales de los Países Bajos de 2023
Las elecciones provinciales se llevaron a cabo en los Países Bajos el 15 de marzo de 2023, el mismo día que las elecciones de la junta de agua, así como las elecciones de los consejos insulares en el Caribe Neerlandés. 
Las elecciones resultaron en una gran victoria para el Movimiento Campesino-Ciudadano, que se había formado tres años antes; el BBB ganó la mayor cantidad de escaños en las 12 provincias.

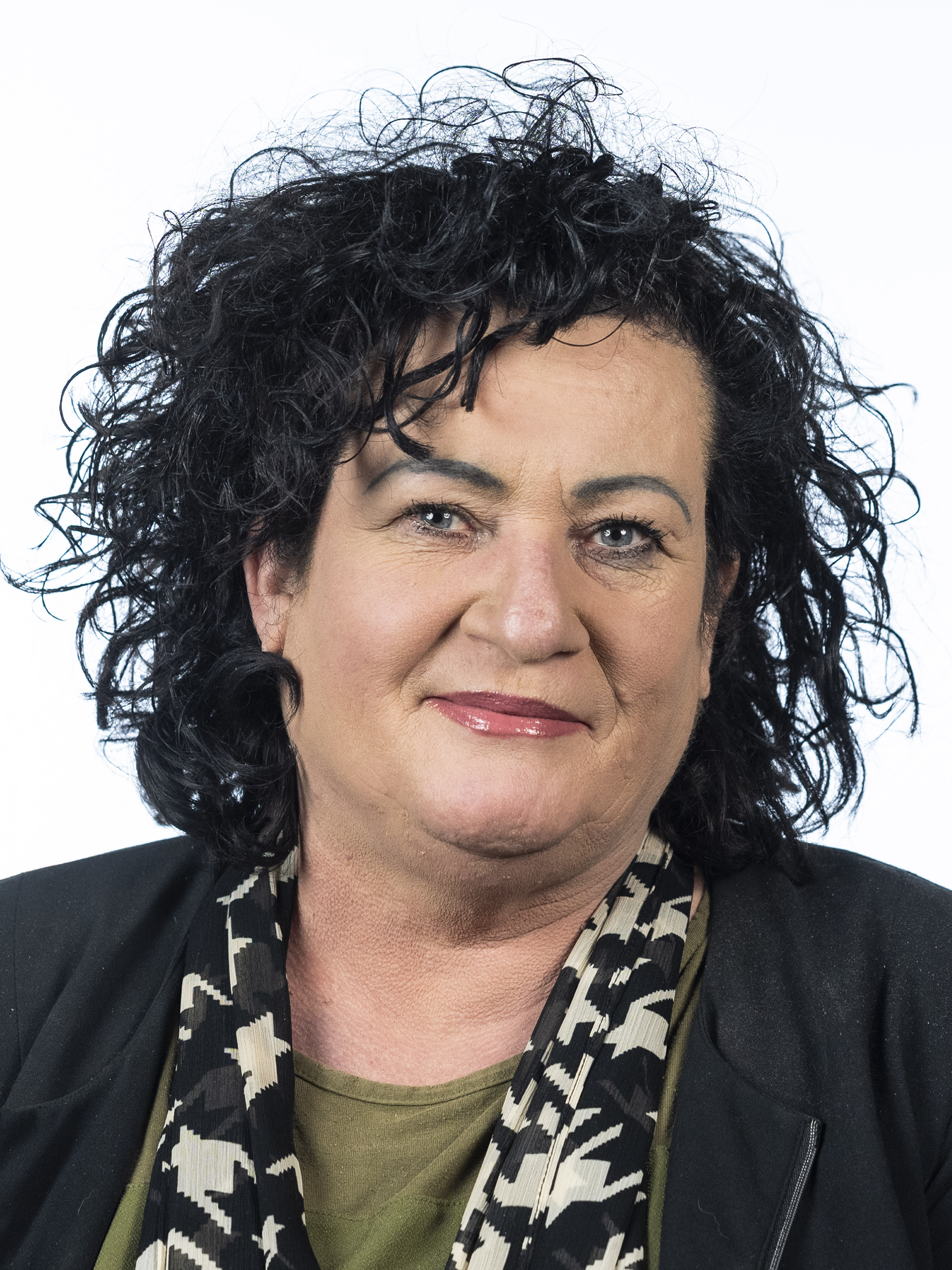
Caroline van der Plas, la gran ganadora de las elecciones provinciales.

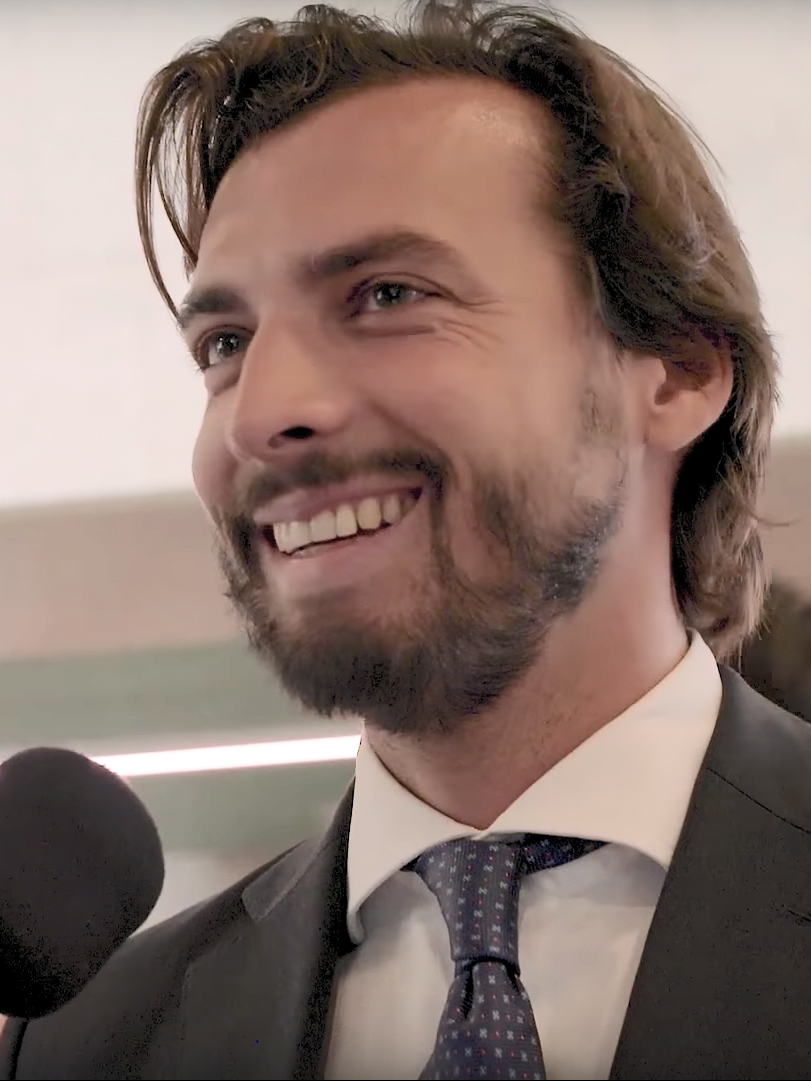
Thierry Baudet, el gran perdedor de las elecciones.

Estas elecciones también determinan indirectamente la composición del Senado, ya que los miembros de los doce estados provinciales, junto con los colegios electorales elegidos el mismo día, elegirán a los 75 miembros del Senado en las elecciones al Senado del 30 de mayo, dos meses después de las elecciones provinciales.

## Resultados
|  | 19.19 % |

|  | 11.17 % |

|  | 8.96 % |

|  | 8.12 % |

|  | 0.32 % |

|  | 17.40 % |

|  | 6.64 % |

|  | 6.34 % |

|  | 5.76 % |

|  | 4.83 % |

|  | 4.40 % |

|  | 4.24 % |

|  | 3.66 % |

|  | 2.52 % |

|  | 0.22 % |

|  | 6.41 % |

|  | 3.07 % |

|  | 3.00 % |

|  | 2.30 % |

|  | 0.98 % |

|  | 0.61 % |

|  | 0.59 % |

|  | 0.35 % |

|  | 0.26 % |

|  | 0.22 % |

|  | 0.21 % |

|  | 0.15 % |

|  | 0.11 % |

|  | 0.10 % |

|  | 0.10 % |

|  | 0.09 % |

|  | 0.06 % |

|  | 2.20 % |

|  | 0.44 % |

|  | 0.16 % |

|  | 0.12 % |

|  | 0.11 % |

|  | 0.08 % |

|  | 0.08 % |

|  | 0.06 % |

|  | 0.06 % |

|  | 0.06 % |

|  | 0.05 % |

|  | 0.05 % |

|  | 0.05 % |

|  | 0.04 % |

|  | 0.03 % |

|  | 0.02 % |

|  | 0.01 % |

|  | 0.00 % |

|  | 58.80 % |

## Resumen de escaños
| Estados-Provinciales  | Estados-Provinciales   | Estados-Provinciales | Estados-Provinciales | Estados-Provinciales | Estados-Provinciales | Estados-Provinciales | Estados-Provinciales | Estados-Provinciales | Estados-Provinciales | Estados-Provinciales | Estados-Provinciales | Estados-Provinciales | Estados-Provinciales | Estados-Provinciales | Estados-Provinciales | Estados-Provinciales | Estados-Provinciales |   |    |
| Provincia             | BBB                    | VVD                  | GL                   | PvdA                 | CDA                  | PVV                  | D66                  | PvdD                 | SP                   | CU                   | SGP                  | JA21                 | FVD                  | Volt                 | 50+                  | PP                   | Total                |   |    |
| --------------------- | ---------------------- | -------------------- | -------------------- | -------------------- | -------------------- | -------------------- | -------------------- | -------------------- | -------------------- | -------------------- | -------------------- | -------------------- | -------------------- | -------------------- | -------------------- | -------------------- | -------------------- | - | -- |
| Provincia             | Brabante Septentrional | 11                   | 9                    | 5                    | 4                    | 4                    | 4                    | 4                    | 2                    | 4                    | 1                    | 1                    | 2                    | 1                    | 1                    | 1                    | Total                | 2 | 55 |
| Drente                | 17                     | 4                    | 2                    | 4                    | 3                    | 2                    | 1                    | 2                    | 2                    | 2                    | -                    | 1                    | 1                    | 1                    | -                    | 1                    | 43                   |   |    |
| Flevoland             | 10                     | 4                    | 3                    | 3                    | 2                    | 3                    | 2                    | 2                    | 2                    | 2                    | 2                    | 2                    | 2                    | -                    | 1                    | 1                    | 41                   |   |    |
| Frisia                | 14                     | 3                    | 3                    | 5                    | 4                    | 2                    | 1                    | 1                    | 1                    | 2                    | -                    | 1                    | 1                    | -                    | -                    | 5                    | 43                   |   |    |
| Groninga              | 12                     | 2                    | 5                    | 5                    | 2                    | 2                    | 2                    | 2                    | 2                    | 3                    | -                    | -                    | 1                    | 1                    | -                    | 4                    | 43                   |   |    |
| Güeldres              | 14                     | 6                    | 5                    | 5                    | 4                    | 2                    | 3                    | 2                    | 2                    | 3                    | 3                    | 2                    | 1                    | 2                    | 1                    | -                    | 55                   |   |    |
| Holanda Meridional    | 8                      | 8                    | 6                    | 4                    | 4                    | 4                    | 4                    | 3                    | 2                    | 2                    | 2                    | 4                    | 2                    | 1                    | 1                    | -                    | 55                   |   |    |
| Holanda Septentrional | 8                      | 8                    | 7                    | 7                    | 2                    | 3                    | 4                    | 4                    | 2                    | 1                    | -                    | 3                    | 2                    | 2                    | 2                    | -                    | 55                   |   |    |
| Overijssel            | 17                     | 4                    | 4                    | 3                    | 4                    | 2                    | 2                    | 1                    | 1                    | 3                    | 2                    | 2                    | 1                    | 1                    | -                    | -                    | 47                   |   |    |
| Limburgo              | 10                     | 5                    | 4                    | 3                    | 5                    | 6                    | 3                    | 2                    | 3                    | -                    | -                    | 2                    | 1                    | -                    | 1                    | 2                    | 47                   |   |    |
| Utrecht               | 7                      | 6                    | 7                    | 3                    | 4                    | 2                    | 5                    | 3                    | 1                    | 3                    | 2                    | 2                    | 1                    | 2                    | 1                    | -                    | 49                   |   |    |
| Zelanda               | 9                      | 4                    | 6                    | 6                    | 5                    | 2                    | 1                    | 1                    | 1                    | 1                    | 5                    | 1                    | 1                    | -                    | -                    | 2                    | 39                   |   |    |
| Total                 | 137                    | 63                   | 51                   | 46                   | 43                   | 34                   | 32                   | 25                   | 23                   | 22                   | 16                   | 22                   | 15                   | 11                   | 8                    | 17                   | 572                  |   |    |
| Total                 | 137                    | 63                   | 6                    | 6                    | 43                   | 34                   | 32                   | 25                   | 23                   | 1                    | 1                    | 22                   | 15                   | 11                   | 8                    | 17                   | 572                  |   |    |

## Resultados por provincias

### Brabante Septentrional

Diagrama del resultante Consejo Provincial de Brabante Septentrional

Resultado en la provincia de Brabante Septentrional.
|  | 18.21 % |

|  | 14.11 % |

|  | 7.73 % |

|  | 7.62 % |

|  | 7.58 % |

|  | 6.79 % |

|  | 6.69 % |

|  | 6.60 % |

|  | 4.20 % |

|  | 4.17 % |

|  | 3.87 % |

|  | 2.94 % |

|  | 2.84 % |

|  | 2.62 % |

|  | 1.57 % |

|  | 0.88 % |

|  | 0.61 % |

|  | 0.47 % |

|  | 0.43 % |

|  | 0.08 % |

|  | 55.20 % |

### Drente

Diagrama del resultante Consejo Provincial de Drente

Resultado en la provincia de Drente.
|  | 33.51 % |

|  | 9.37 % |

|  | 7.71 % |

|  | 5.94 % |

|  | 5.57 % |

|  | 5.07 % |

|  | 4.86 % |

|  | 4.77 % |

|  | 4.22 % |

|  | 3.76 % |

|  | 3.03 % |

|  | 2.92 % |

|  | 2.83 % |

|  | 2.47 % |

|  | 1.31 % |

|  | 1.24 % |

|  | 0.97 % |

|  | 0.33 % |

|  | 0.11 % |

|  | 65.19 % |

### Flevoland

Diagrama del resultante Consejo Provincial de Flevoland

Resultado en la provincia de Flevoland.
|  | 20.81 % |

|  | 9.93 % |

|  | 7.65 % |

|  | 7.59 % |

|  | 6.92 % |

|  | 5.94 % |

|  | 5.67 % |

|  | 5.06 % |

|  | 4.63 % |

|  | 4.55 % |

|  | 4.49 % |

|  | 4.26 % |

|  | 4.20 % |

|  | 2.77 % |

|  | 2.48 % |

|  | 1.76 % |

|  | 1.29 % |

|  | 52.40 % |

### Frisia
Resultado en la provincia de Frisia.
|  | 27.86 % |

|  | 10.64 % |

|  | 8.73 % |

|  | 8.04 % |

|  | 6.75 % |

|  | 6.55 % |

|  | 5.27 % |

|  | 4.45 % |

|  | 3.65 % |

|  | 3.46 % |

|  | 3.36 % |

|  | 3.31 % |

|  | 2.68 % |

|  | 2.03 % |

|  | 1.78 % |

|  | 0.86 % |

|  | 0.58 % |

|  | 65.53 % |

### Groninga
Resultado en la provincia de Groninga.
|  | 23.56 % |

|  | 9.97 % |

|  | 9.64 % |

|  | 6.31 % |

|  | 6.04 % |

|  | 5.65 % |

|  | 5.54 % |

|  | 5.37 % |

|  | 5.01 % |

|  | 4.69 % |

|  | 4.07 % |

|  | 3.80 % |

|  | 2.90 % |

|  | 2.44 % |

|  | 1.72 % |

|  | 1.44 % |

|  | 1.11 % |

|  | 0.65 % |

|  | 0.09 % |

|  | 62.50 % |

### Güeldres
Resultado en la provincia de Güeldres..
|  | 23.57 % |

|  | 9.98 % |

|  | 8.92 % |

|  | 8.13 % |

|  | 7.01 % |

|  | 5.53 % |

|  | 5.30 % |

|  | 5.06 % |

|  | 4.49 % |

|  | 4.10 % |

|  | 3.72 % |

|  | 3.51 % |

|  | 3.48 % |

|  | 2.56 % |

|  | 1.93 % |

|  | 1.60 % |

|  | 0.65 % |

|  | 0.45 % |

|  | 62.80 % |

### Holanda Meridional
Resultado en la provincia de Holanda Meridional.
|  | 13.67 % |

|  | 13.14 % |

|  | 9.81 % |

|  | 7.53 % |

|  | 6.98 % |

|  | 6.39 % |

|  | 6.22 % |

|  | 6.12 % |

|  | 4.88 % |

|  | 4.13 % |

|  | 4.12 % |

|  | 3.57 % |

|  | 3.40 % |

|  | 3.04 % |

|  | 2.87 % |

|  | 1.48 % |

|  | 1.23 % |

|  | 0.93 % |

|  | 0.41 % |

|  | 0.08 % |

|  | 54.52 % |

### Holanda Septentrional
Resultado en la provincia de Holanda Septentrional.
|  | 13.64 % |

|  | 12.76 % |

|  | 11.40 % |

|  | 11.09 % |

|  | 7.41 % |

|  | 7.32 % |

|  | 5.45 % |

|  | 4.71 % |

|  | 4.50 % |

|  | 4.00 % |

|  | 3.51 % |

|  | 3.38 % |

|  | 3.05 % |

|  | 2.09 % |

|  | 1.24 % |

|  | 1.15 % |

|  | 1.00 % |

|  | 0.75 % |

|  | 0.54 % |

|  | 0.41 % |

|  | 0.30 % |

|  | 0.20 % |

|  | 0.10 % |

|  | 56.83 % |